# Karel Gut
Karel Gut (16. září 1927 Uhříněves – 6. ledna 2014 Praha) byl hokejový hráč, trenér a funkcionář. Jako trenér získal s mužstvem v letech 1976 a 1977 zlaté medaile z mistrovství světa.

## Život
Jako mladý hrával fotbal i lední hokej zároveň. V roce 1949 odešel na vojnu, kde nastupoval za tým ATK Praha. Tentýž rok na Silvestra se oženil se svojí ženou Irenou. Po dvou letech přestoupil do Tatry Smíchov. Roku 1952 byl nominován na mistrovství světa v ledním hokeji v Norsku, v tomtéž dresu se objevoval až do roku 1960. Na šampionátu v roce 1955 byl vyhlášen nejlepším obráncem. Roku 1953 se objevil v dresu Sparty Praha. Zde strávil následujících 11 sezon. Roku 1964 ukončil hráčskou kariéru. Od té doby začal působit jako trenér. V letech 1974–1980 trénoval národní tým, se kterým vyhrál v letech 1976 a 1977 zlaté medaile. Po olympijských hrách v roce 1980 opustil reprezentaci. Následně byl angažován v Landshutu. Následující léta se také věnoval mapování historie českého hokeje ve vlastních knihách. Roku 1994 úspěšně kandidoval na funkci předsedy českého hokejového svazu, ze kterého odešel v roce 2004.

## Reprezentace

### Hráč
Národní tým
114 utkání, poprvé 18. 8. 1951 v Berlíně v utkání proti NDR (25:2), naposledy 28. 2. 1960 ve Squaw Valley na ZOH proti USA (4:9); 34 gólů (17 ve svět. soutěžích), první 29. 9. 1952 v Berlíně proti NDR (14:1, skóroval třikrát), poslední 9. 2. 1960 v Los Angeles přátelsky proti USA (5:5).
V lize
263 utkání v letech 1950 – 1964, 90 gólů; mistrovský titul 1954.
Mistrovství světa
- v rámci OH 1952 (Norsko) – 4. místo
- 1953 (Švýcarsko) – odstoupilo
- 1954 (Švédsko) – 4. místo
- 1955 (Německo) – 3. místo
- v rámci OH 1956 (Itálie) – 5. místo
- 1957 (SSSR) – 3. místo
- 1958 (Norsko) – 4. místo
- 1959 (Československo) – 3. místo
- v rámci OH 1960 (USA) – 4. místo

### Trenér
Mistrovství světa
- 1974 (Finsko) – 2. místo
- 1975 (NSR) – 2. místo
- 1976 (Polsko) – 1. místo
- 1977 (Rakousko) – 1. místo
- 1978 (Československo) – 2. místo
- 1979 (SSSR) – 2. místo

Olympijské hry
- 1976 (Rakousko) – 2. místo
- 1980 (USA) – 5. místo

## Ocenění
- člen Síně slávy IIHF (1998)
- člen Síně slávy českého hokeje (2008)